# اس‌ام یوبی-۱۰۶
اس‌ام یوبی-۱۰۶ (به انگلیسی: SM UB-106) یک زیردریایی بود که طول آن ۵۵٫۳ متر (۱۸۱ فوت) بود. این زیردریایی در سال ۱۹۱۷ ساخته شد.